# As-Sawáhira al-Gharbíja
As-Sawáhira al-Gharbíja (hebrejsky סוואחרה אל–ע׳רביה‎, arabsky السواحرة الغربية‎) je arabská čtvrť v jihovýchodní části Jeruzaléma v Izraeli, ležící ve Východním Jeruzalémě, tedy v části města, která byla okupována Izraelem v roce 1967 a začleněna do hranic města.

## Geografie
Leží v nadmořské výšce přes 600 metrů, cca 2,5 kilometru jihojihovýchodně od Starého Města. Na severu s ní sousedí arabská čtvrť Džebel Batan al-Hawa, na severozápadě etnicky smíšená Abu Tor, na jihu arabská Džebel Mukabir a Arab as-Sawáhira, na jihozápadě židovská Talpijot Mizrach. Leží na okraji Judské pouště na východních svazích hornatého hřbetu, který prudce spadá do údolí vádí Nachal Kidron, do něhož po severním okraji čtvrtě přitéká vádí Nachal Ecel. Východně od čtvrtě procházejí městské hranice Jeruzaléma, které přibližně sleduje také Izraelská bezpečnostní bariéra. Ta odděluje další arabskou zástavbu východně odtud s rozptýlenými vesnicemi jako as-Sawáhira aš-Šarqíja. As-Sawáhira al-Gharbíja leží na dotyku se Zelenou linií, která do roku 1967 rozdělovala Jeruzalém.

## Dějiny
Původně šlo o malé ryze vesnické sídlo. Na konci první arabsko-izraelské války byla v rámci dohod o příměří z roku 1949 začleněna do území okupovaného Jordánskem. V roce 1967 byla okupována Izraelem a stala se městskou částí Jeruzaléma. V roce 1982 tu žilo 4208 obyvatel, v roce 2007 již 4814.